# Xylotrupes sumatrensis
Xylotrupes sumatrensis är en skalbaggsart som beskrevs av Raymond Minck 1920. Xylotrupes sumatrensis ingår i släktet Xylotrupes och familjen Dynastidae. Utöver nominatformen finns också underarten X. s. tanahmelayu.